# اورزولا وولف
 اورزولا وولف (آلمانی: Ursula Wolf؛ زادهٔ ۱۹۵۱) یک فیلسوف اهل آلمان است.